# (6246) Komurotoru
(6246) Komurotoru est un astéroïde de la ceinture principale.

## Description
(6246) Komurotoru est un astéroïde de la ceinture principale. Il fut découvert le 13 novembre 1990 à Kitami par Tetsuya Fujii et Kazuro Watanabe. Il présente une orbite caractérisée par un demi-grand axe de 2,45 UA, une excentricité de 0,29 et une inclinaison de 24,4° par rapport à l'écliptique.

## Compléments